# Жизнь без Рождества
Жизнь без Рождества — цикл из четырёх музыкальных произведений, созданный композитором Гией Канчели в первой половине 1990-х годов. Части цикла могут исполняться порознь. Некоторые из них вошли в репертуар выдающихся исполнителей современности: так, окончательная версия «Ночных молитв» появляется в концертных программах оркестра «Кремерата Балтика». Одно из четырёх произведений цикла, «Утренние молитвы», было использовано в известном фильме Терренса Малика «Древо жизни».

## Смысл названия
Под Рождеством подразумевается не буквально рождение Иисуса Христа, а всеобщий праздник, которого с нетерпением ждут в течение года на разных континентах. Этой радости были лишены люди, жившие в СССР. В каждом из нас — я сейчас говорю о людях моего поколения — воспитывали этаких счастливых атеистов. И только став взрослым, я понял, что вся молодость прошла в полном неведении, что существует в жизни вера, существует церковь, и это открытие во многом изменило мое отношение к миру.
(Гия Канчели)

## Структура цикла
- «Утренние молитвы» для альтовой флейты, малого оркестра и фонограммы (1990)
- «Дневные молитвы» для дисканта, кларнета и камерного ансамбля (1991)
- «Вечерние молитвы» для 8-ми контральто и малого оркестра (1992)
- «Ночные молитвы», версия для струнного квартета и фонограммы (1992)
- «Ночные молитвы», версия для сопранового саксофона, струнного квинтета и фонограммы (1994)

## История создания
Цикл «Жизнь без Рождества» создавался в переломный период жизни композитора. Получив стипендию от DAAD, Канчели 27 мая 1991 года покинул Тбилиси и направился в Берлин, откуда предстояло вернуться лишь в следующем мае. Однако 22 декабря того же года в Грузии началась гражданская война, значительно дестабилизировавшая положение в стране и вынудившая композитора остаться за рубежом. Кроме того, назрели перемены и в творчестве: незадолго до отъезда Канчели признался в одном из интервью: «Как ни жаль, но мой «роман» с большим симфоническим оркестром подходит к концу. Я чувствую, что мне необходимо на долгое время отказаться от него». Первые произведения, созданные в процессе поиска новых средств выразительности, и составили цикл «Ночные молитвы». 
«Утренние молитвы» появились еще до отъезда за рубеж и впоследствии получили посвящение Роберту Стуруа, другу и сподвижнику автора. Центральный эпизод этой части цикла — вступление фонограммы, на которой был зафиксирован детский голос (он принадлежит Васико Тевдорашвили). Канчели использовал фонограммы еще в завершенной в 1984 году опере «Музыка для живых» (где звучали записи голоса того же Васико Тевдорашвили), но только в «Утренних молитвах» этому приему придается важное семантическое значение: «Звучание псалмовых тем в записи, то есть как бы из нездешнего пространства и времени, превращает их в своего рода нравственные постулаты, которым так трудно следовать в реальной жизни». В своем последующем творчестве Канчели неоднократно будет возвращаться к этой концепции.
«Дневные молитвы» для дисканта, солирующего кларнета и малого оркестра (19 исполнителей) возникли по заказу немецкого кларнетиста Эдуарда Бруннера. Это произведение было закончено в 1991 году уже за границей, в городе Оберхузен.
«Вечерние молитвы» были написано по собственному почину автора. Эта часть цикла получила посвящение Альфреду Шнитке. М. Л. Караманова утверждает, что «Вечерние молитвы» посвящены памяти этого великого композитора, однако Музыкальный словарь Гроува информирует: произведение появилось в 1992 году, когда Шнитке был еще жив.
«Ночные молитвы» в своей первоначальной версии были связаны с заказом, поступившим от Кронос-квартета. Тогда же у Канчели появилась мысль объединить «Утренние…», «Дневные…», «Вечерние…» и «Ночные молитвы» в масштабный камерный метацикл: «До получения предложений от Бруннера и «Кронос-квартета» о цикле как таковом речи быть не могло»; «поскольку подобные предложения поступали от разных исполнителей, в каждой из четырех «молитв» собственный состав. Тем не менее между ними существуют не только образные, но и тематические связи, а в конце «Ночных молитв» вспоминаются псалмовые темы из всех предыдущих частей». Таким образом, автор уделяет большое внимание не только идее целостности цикла, но и идее итоговой роли его финальной части.